# Arrondissement de Thiaroye
Das Arrondissement de Thiaroye ist eines von zwei Arrondissements, in die das Département Pikine gegliedert ist, das seinerseits deckungsgleich ist mit dem Stadtgebiet der Großstadt Ville de Pikine, die in Senegals Metropolregion Dakar liegt. Das Arrondissement umfasst fünf Stadtbezirke, denen jeweils der Status einer Gemeinde (commune) zukommt. Die Präfektur des Arrondissements liegt in Diamaguène-Sicap Mbao.

## Geografie
Das Arrondissement liegt im Osten der Cap-Vert-Halbinsel zwischen dem Nordufer der Baie de Gorée und dem Ende der Petite-Côte sowie den Feuchtgebieten der Niayes. Es umfasst die südöstlichen Stadtbezirke von Pikine. Das Arrondissement hat nach Angaben zum Zensus 2023 eine Fläche 27,681 km² (zuvor 31,0 km²). Die Verkleinerung beruht hauptsächlich auf einer Grenzänderung zugunsten der im Osten angrenzenden Kommune Rufisque Ouest.

## Bevölkerung

Arrondissements und Stadtbezirke in Pikine (gelb)

Die letzten Volkszählungen ergaben für das Arrondissement jeweils folgende Einwohnerzahlen:
| Stadtbezirk             | Fläche km² | Einwohner 2002 | Einwohner 2013 | Einwohner 2023 |
| ----------------------- | ---------- | -------------- | -------------- | -------------- |
| Thiaroye sur Mer        | 3,608      | 36.602         | 52.773         | 61.079         |
| Tivaouane Diacksao      | 1,078      | 30.728         | 40.561         | 40.892         |
| Diamaguène-Sicap Mbao   | 7,480      | 105.782        | 128.512        | 139.376        |
| Thiaroye Gare           | 1,585      | 21.873         | 24.834         | 25.037         |
| Mbao                    | 13,930     | 26.011         | 96.320         | 149.456        |
| Arrondissement zusammen | 27,681     | 220.996        | 343.000        | 415.840        |